# لوهه-فوردن
لوه-فوهردن (به آلمانی: Lohe-Föhrden) یک شهر در آلمان است که در رندسبورگ-اکرنفورده واقع شده‌است.
 لوه-فوهردن  ۶۳۲ نفر جمعیت دارد.